# Никотера, Джованни
Джованни Никотера (итал. Giovanni Nicòtera; 9 сентября 1828, Самбиазе, провинция Катандзаро, Калабрия, Королевство Обеих Сицилий — 13 июня 1894, Вико-Экуэнсе, провинция Неаполь, Кампания, Королевство Италия) — итальянский политик, деятель Рисорджименто, министр внутренних дел единой Италии.

## Биография
Родился 9 сентября 1828 года в Самбиазе, сын Феличе Никотера и Джузеппины Мусолино (Giuseppina Musolino), уроженки Пиццо, происходившей из семьи с богатыми просветительскими и якобинскими традициями. В возрасте менее пятнадцати лет Джованни вступил в подростковое отделение организации Молодая Италия, основанное его дядей (братом матери — Бенедетто Мусолино), с 1839 по 1842 год отбывал тюремное заключение. Учился в лицее Катандзаро, изучал литературу и право, но быстро оставил занятия ради дела революции. В 1846 году, после второго ареста лидеров Молодой Италии Мусолино и Сеттембрини, по сути её возглавил и сумел сохранить конспиративную сеть, а в период революционных событий 1848 года возглавил в Самбиазе национальную гвардию. После подавления революции в Королевстве обеих Сицилий под угрозой 25-летнего заключения бежал из страны, вернулся в Италию с английским паспортом и в 1849 году участвовал в обороне Римской Республики.
Раненный в боях, оставил Рим только в декабре 1849 года и укрылся в Турине (Сардинское Королевство), где работал с Манчини, познакомился с Мадзини и в 1857 году принял участие в так называемой экспедиции Сапри с целью освобождения политзаключённых на острове Понца. В ходе операции был ранен, арестован и в июле 1858 года приговорён к смерти, затем помилован. Отбывал заключение в форте Святой Катерины на острове Фавиньяна, освобождён в мае 1860 года благодаря действиям войск Гарибальди. В июне 1861 года избран депутатом итальянского парламента в округе Салерно. В 1862 году участвовал в несанкционированном походе Гарибальди на Рим (принадлежавший тогда Папской области), но не участвовал в сражении в горах Аспромонте между войсками Гарибальди и итальянской армией, поскольку получил приказ заняться подготовкой восстания в своих родных местах — в Козенце и Катандзаро. В ходе парламентских слушаний по данной проблеме подверг резкой критике действия правительства Раттацци и был вынужден уйти в отставку. В 1866 году воевал в рядах гарибальдийцев в войне с Австрией (результатом которой стало присоединение к Италии области Венеция), в 1867 году участвовал в неудачной для Гарибальди битве при Ментане с папскими и французскими войсками на территории нынешнего региона Лацио.
Выйдя из парламента в 1863 году, Никотера был вновь избран депутатом в 1864 году. С 25 марта 1876 по 26 декабря 1877 года Никотера являлся министром внутренних дел в первом правительстве Депретиса. Наиболее известными действиями Никотеры в этой должности стали подготовка нового избирательного закона и решительные меры борьбы с вспышкой бандитизма на юге Италии и Сицилии, в которой ряд исследователей видит форму крестьянского восстания против властей единой Италии. После вынужденной отставки из-за его авторитарной политики, в том числе нарушения его ведомством тайны телеграфной переписки, Никотера вернул себе портфель министра внутренних дел только 6 февраля 1891 года в правительстве Антонио Старабба, маркиза де Рудини и оставался в этой должности до 15 мая 1892 года.
В общей сложности с 1861 по 1894 год состоял в Палате депутатов Италии первых одиннадцати созывов (с 8-го по 18-й). В 1883 году Никотера вошёл в депутатскую группу откольников от партии «Левая», известную как «пентархия». Кроме него, её возглавили Криспи, Кайроли, Дзанарделли и Баккарини, а общая численность доходила до 86 человек. Основной задачей группа видела противодействие политике Депретиса и исторической Правой партии, но к концу жизни Никотера разошёлся во взглядах со своими единомышленниками. В декабре 1893 года парламентская комиссия, занимавшаяся расследованием деятельности эмиссионных банков, подвергла резкой критике ряд действий Никотеры, получавшего льготный доступ к финансированию от Banca romana при посредничестве губернатора Бернардо Танлонго (Bernardo Tanlongo). Джованни Никотера умер 13 июня 1894 года после нескольких инсультов в Вико-Экуэнсе, провинция Неаполь.